# Чабанівка (Сіверськодонецький район)
Чабані́вка — село в Україні, у Сєвєродонецькій міській громаді Сєвєродонецького району Луганської області. Населення становить 585 осіб.

## Історія
Чабанівка була заснована у 1789 році вихідцями з Лівобережної України. На військово-топографічній карті цієї місцевості досить часто зустрічається “Кошара”.  В “Экономических примечаниях на Старобельский уезд 1804 г.” сказано, що жителі слобід Боровеньки та Єпіфанівки є військовими поселянами. Так до початку XIX століття позначали  козаків і жителів військових міст, переселених на нові території. Військовими поселянами були і жителі хутора Чебанов, який відносився до слободи Боровеньки. На той час на хуторі було 35 дворів.
Хутір швидко розвивався. У 1855 році це вже була слобода Чебановка, але назву іноді вже писали як Чабановка. У слободі вже була власна Вознесенська церква. За даними 1864 р. в Чабанівці у 219 дворах проживало 690 чоловіків і 525 жінок.

## Населення
За даними перепису 2001 року населення села становило 585 осіб, з них 90,77% зазначили рідною українську мову, 8,89% — російську, а 0,34% — іншу.

## Відомі люди
- Чорнобровка Василь Іванович (1.01.1892, Харківська губ., Старобільський пов., с. Чабанівка – 14.07.1919, Подільська губ., Проскурівський пов., під с. Муровані Вербки) – козак 3-го Гайдамацького полку Армії УНР.
- Ямпільський Микита Савович (1897, Харківська губ., Старобільський пов., с. Чабанівка – травень 1919, Волинська губ., Кременецький пов., с. Борсуки) – козак 3-го Гайдамацького полку Армії УНР.

## Світлини

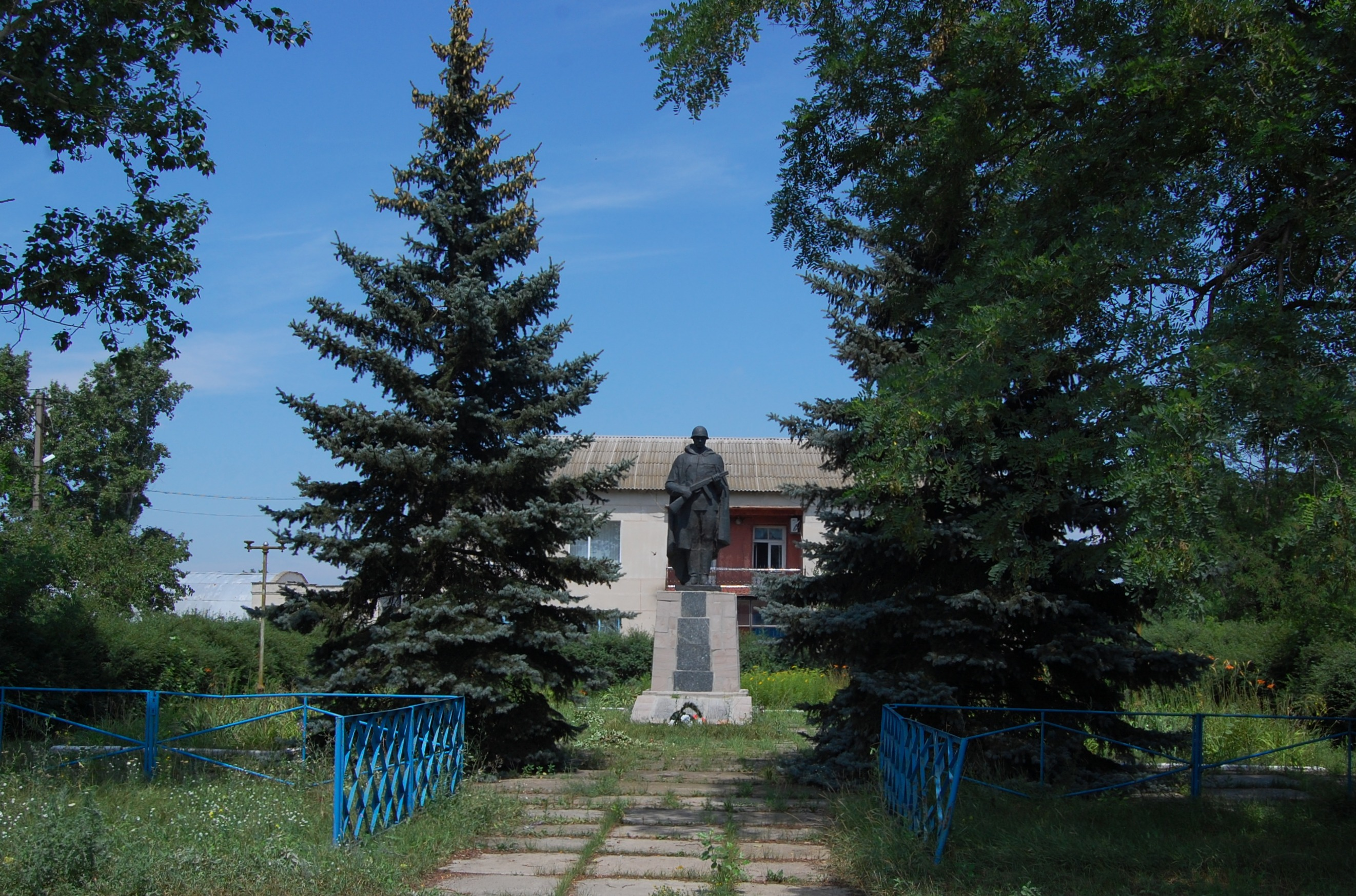
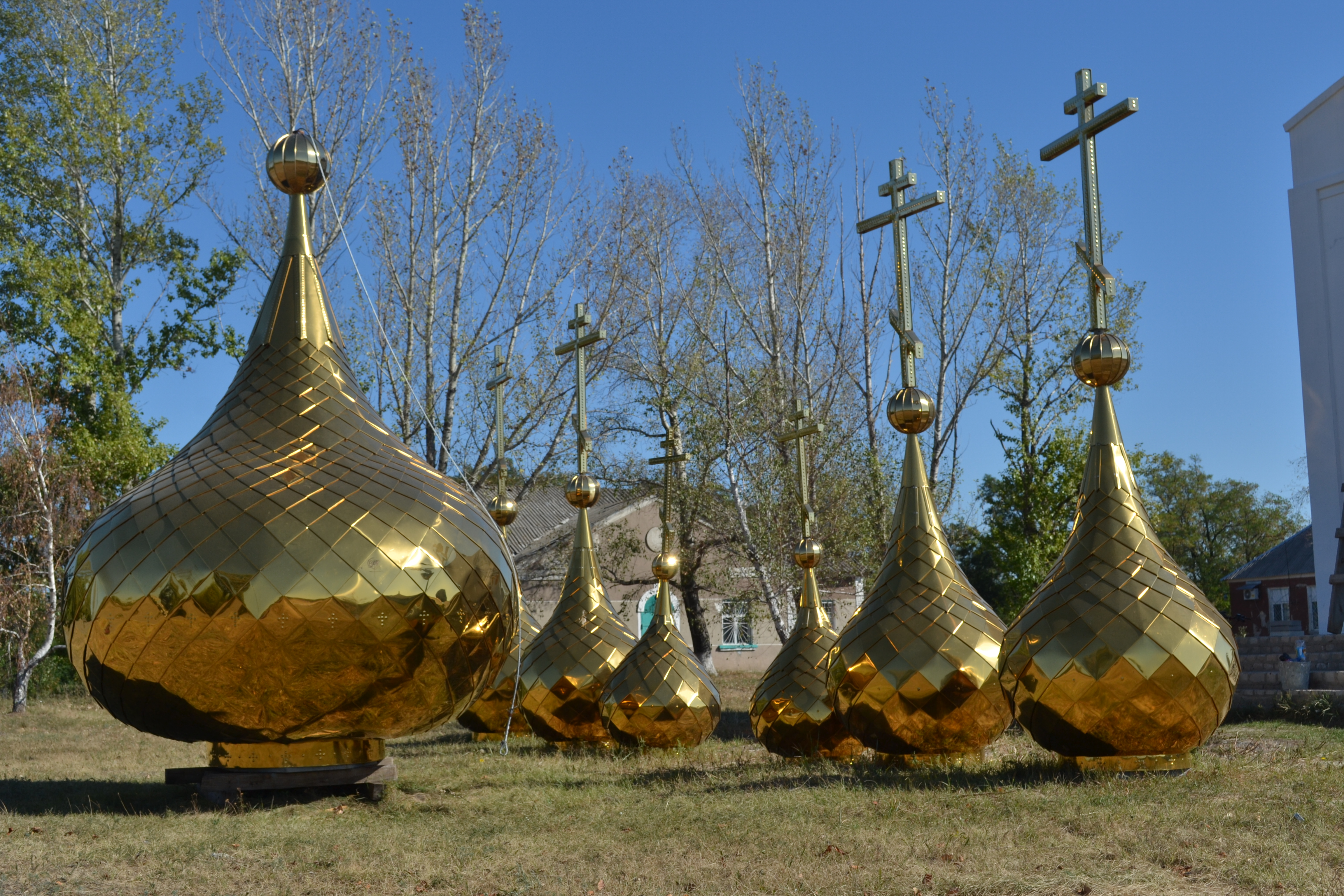
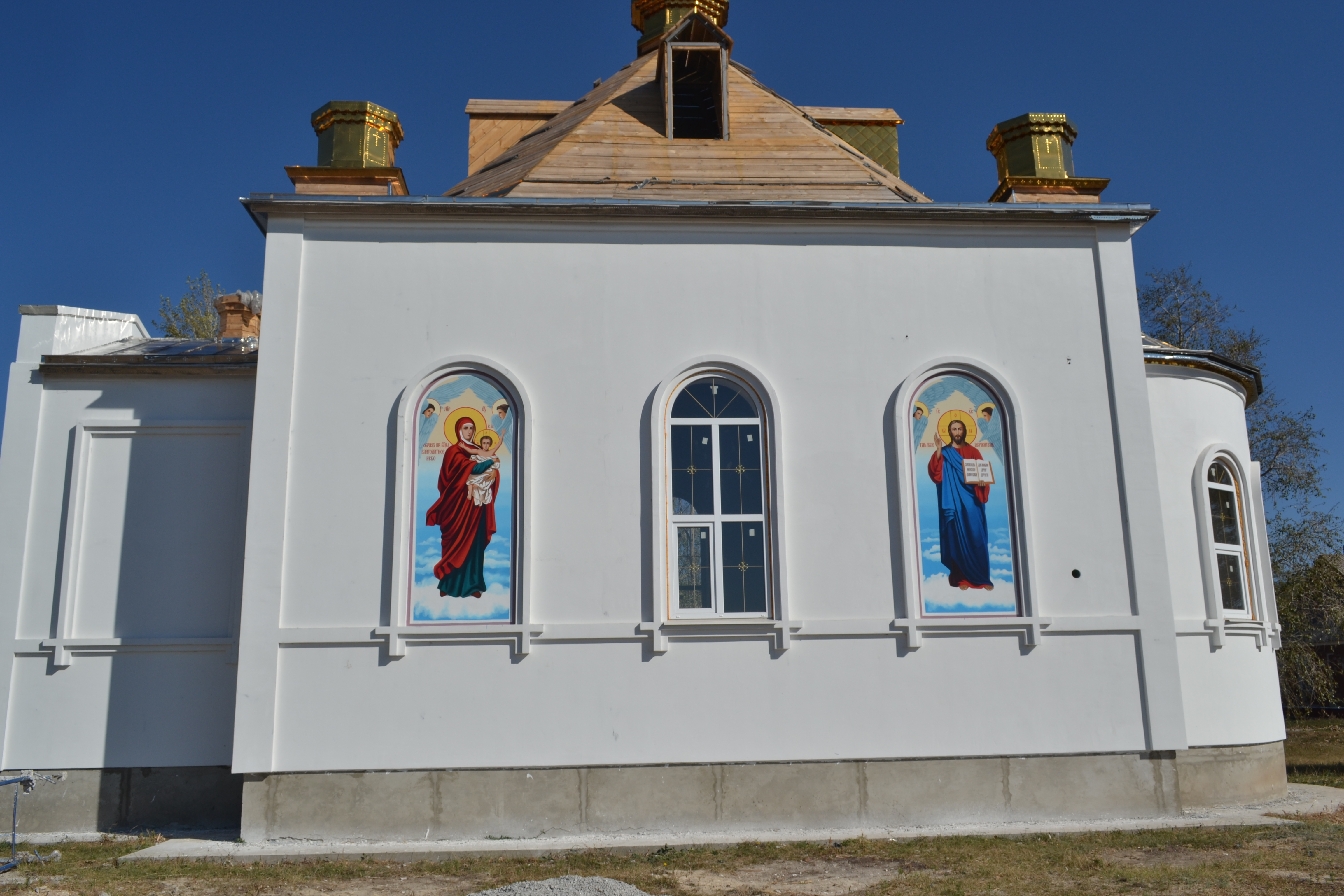
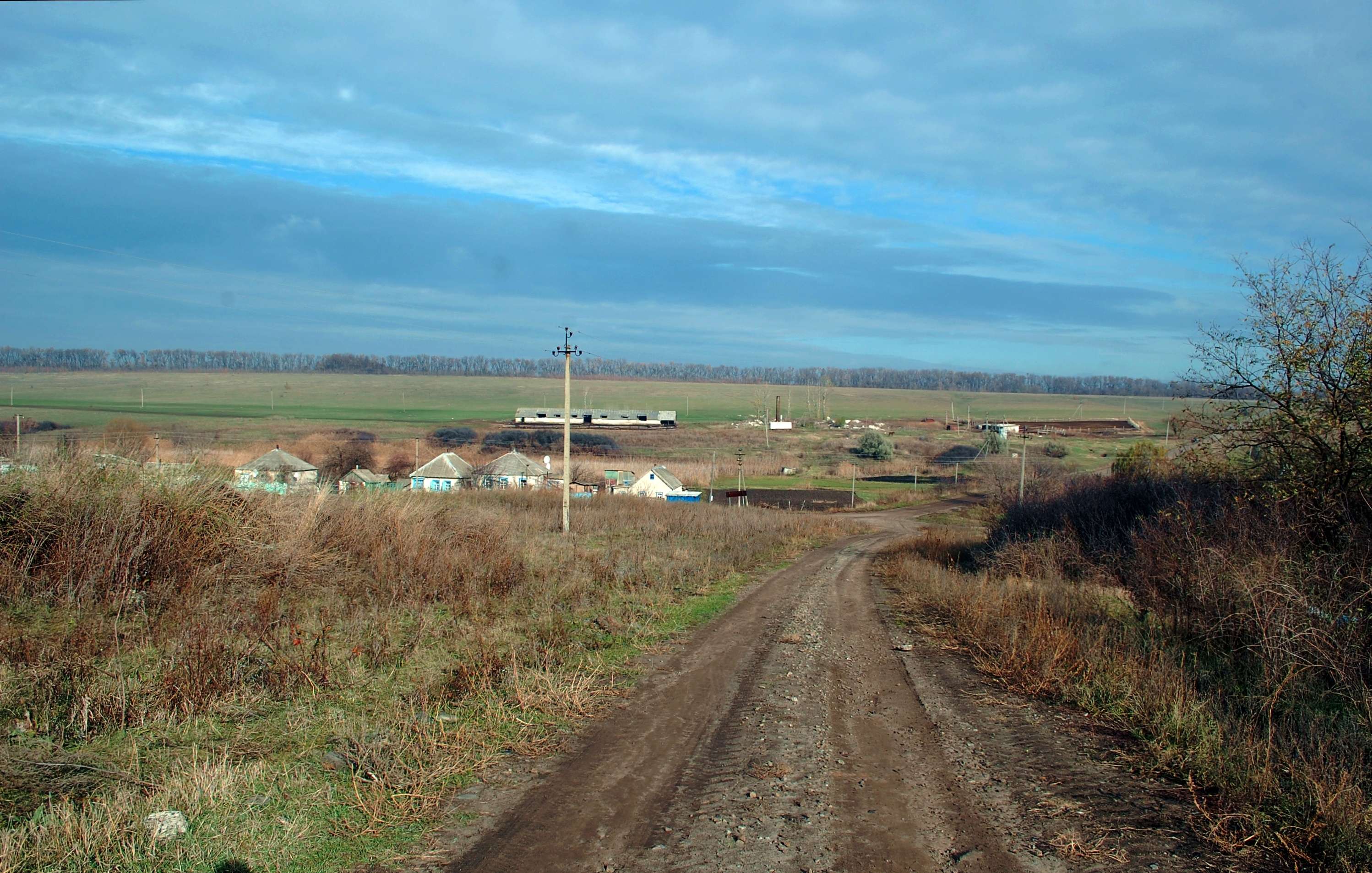
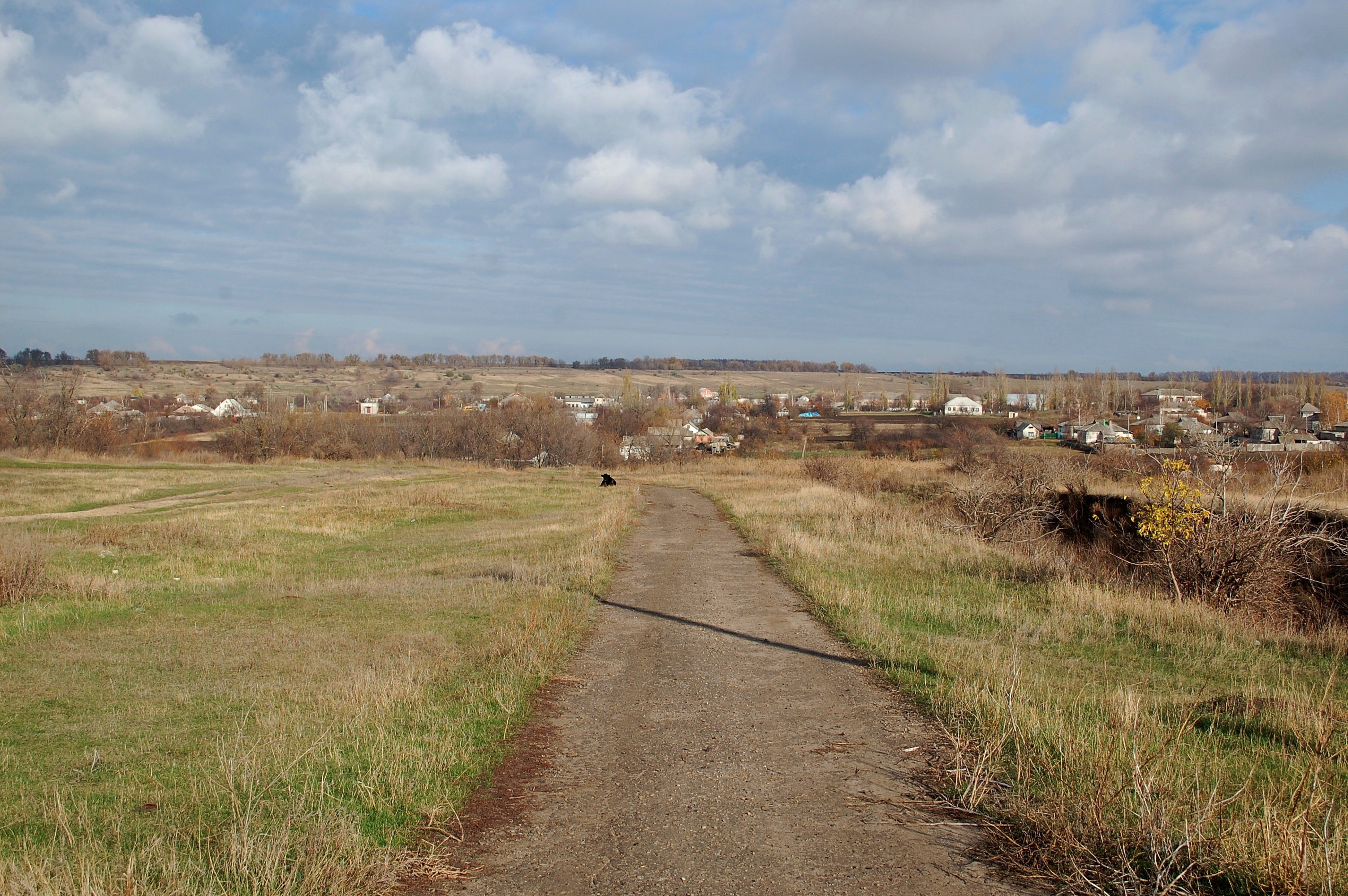